# Mexikanische Beachhandball-Nationalmannschaft der Frauen
Die mexikanische Beachhandball-Nationalmannschaft der Frauen repräsentiert den Handball-Verband Mexikos als Auswahlmannschaft auf internationaler Ebene bei Länderspielen im Beachhandball gegen Mannschaften anderer nationaler Verbände.
Eine als Unterbau fungiert die Nationalmannschaft der Juniorinnen wurde bislang nicht aufgestellt. Das männliche Pendant ist die Mexikanische Beachhandball-Nationalmannschaft der Männer.

## Geschichte
Beachhandball feierte erst spät Erfolge in Mexiko, seitdem aber mit Macht. Nachdem 2014 erstmals eine weibliche Nationalmannschaft im Rahmen der Pan-Amerikanische Meisterschaften in Asunción gab und dort noch den letzten Platz belegte, dauerte es noch weitere vier Jahre, bis sich die Mannschaft begann in der kontinentalen Spitze zu etablieren. Bei den letzten Nordamerikameisterschaften 2018 in Oceanside schaffte es die Mannschaft erstmals in das Halbfinale, verlor dieses aber ebenso wie das Spiel um die Bronzemedaille gegen Paraguay. Der vierte Rang bei einer Rekordbeteiligung von acht Mannschaften bedeutete die erstmalige Qualifikation für die Weltmeisterschaften im selben Jahr in Kasan. Dort schlug sich die Mannschaft achtbar und belegte beim Debüt den 12. Platz unter 16 Mannschaften.
Nachdem sich auf Druck der Internationalen Handballföderation (IHF) im April 2019 die Pan-American Team Handball Federation (PATHF) auflöste und in den beiden Nachfolgeorganisationen Handballkonföderation Nordamerikas und der Karibik (NACHC beziehungsweise NORCA) und Süd- und mittelamerikanische Handballkonföderation (SCAHC beziehungsweise COSCABAL) aufging, war dies ein Glücksfall für Mexiko, die sich nun beim Kampf um die Qualifikation zu wichtigen Weltturnieren wie den Weltmeisterschaften und den World Games nicht mehr mit den Südamerikanischen Mannschaften messen mussten, sondern nun mit den Vereinigten Staaten, der Dominikanischen Republik, Trinidad und Tobago oder auch Puerto Rico. Schon bei den ersten Meisterschaften des neuen Kontinentalverbandes 2019 erreichten die Mexikanerinnen das Finale und mussten dort nur noch der Vertretung der USA geschlagen geben. Es bedeutete die erneute Qualifikation für die Weltmeisterschaften in Pescara, die jedoch aufgrund der COVID-19-Pandemie ausfielen. Edna Viridiana Uresty Valencia wurde zur wertvollsten Spielerin des Turniers gewählt.
Nachdem der internationale Spielbetrieb nach der Pandemie auf kontinentaler Ebene im Frühjahr 2022 im heimischen Acapulco wieder anlief, konnte Mexiko seinen Heimvorteil nutzen und dieses Mal im Finale die nördlichen Rivalen aus den USA schlagen und ihren ersten Titel gewinnen. Das bedeutete nicht nur die dritte Qualifikation für die Weltmeisterschaften in Folge, sondern auch das erste Mal für die World Games sowie die erstmals ausgerichteten Central American and Caribbean Sea and Beach Games in Santa Marta, Venezuela. Weder bei den Weltmeisterschaften auf Kreta als 15. noch bei den World Games in Birmingham als Fünfte bei sechs angetretenen Mannschaften konnten die Mexikanerinnen hier nennenswerte Resultate erreichen. Weitaus erfolgreicher verliefen gegen Jahresende die Central American and Caribbean Sea and Beach Games in Santa Marta. Mexiko verlor einzig ihr letztes, schon für die Platzierung bedeutungsloses Gruppenspiel gegen Puerto Rico, das sich ihrerseits noch für das Halbfinale qualifizieren wollte, und gewann am Ende im Finale gegen die Gastgeberinnen die Goldmedaille. Mexiko war damit das einzige Land weltweit, das 2022 an vier Turnieren für Nationalmannschaften teilnahm und ist neben den Weltmeisterinnen und Wrod-Games-Siegerinnen aus Deutschland die einzige Mannschaft mit zwei gewonnenen Titeln in dem Jahr.
Die Mehrheit der Nationalmannschaft wird bislang von Spielerinnen aus Colima gestellt.

## Teilnahmen
| World Games - 2001: keine Teilnahme - 2005: keine Teilnahme - 2009: nicht qualifiziert - 2013: nicht qualifiziert - 2017: nicht qualifiziert - 2022: 5. World Beach Games - 2019: nicht qualifiziert - 2023: | Weltmeisterschaften - 2001: abgesagt - 2004: nicht qualifiziert - 2006: nicht qualifiziert - 2008: nicht qualifiziert - 2010: nicht qualifiziert - 2012: nicht qualifiziert - 2014: nicht qualifiziert - 2016: nicht qualifiziert - 2018: 12. - 2020: qualifiziert, abgesagt - 2022: 15. | Pan-Amerikanische Meisterschaften - 2004: keine Teilnahme - 2008: keine Teilnahme - 2012: keine Teilnahme - 2014: 5. - 2016: keine Teilnahme - 2018: 4. Nordamerika- und Karibikmeisterschaften - 2019: 2. - 2022: 1. Beachgames Zentralamerikas und der Karibik - 2022: 1. | Global Tour - 2022: nicht eingeladen - 2023: 4. |

- PAM 2014: Kader derzeit nicht bekannt

- PAM 2018: Alejandra Alcántar Rodríguez • Lucía Alejandrina Berra Ávalos • Andrea del Rocío Cosme Pérez • Ana Teocalli Hernández Gutiérrez • Claudia Macías Hermosillo • Sayra Stephanie Pereira Ortíz • Fernanda Elizabeth Rivera Arreola • Stephanie Denisse Romo González (TW) • Gabriela Yael Salazar Gutiérrez (TW) • Itzel Esmeralda Vargas Cortés • Ersatz: Edna Viridiana Uresty Valencia[11]

- WM 2018: Alejandra Alcántar Rodríguez • Lucía Alejandrina Berra Ávalos • Andrea del Rocío Cosme Pérez • Nashely Jaramillo Castañón • Claudia Macías Hermosillo • Martha Eugenia Mejía Meza • Gabriela Yael Salazar Gutiérrez (TW) • Marlene Sosa García (TW) • Edna Viridiana Uresty Valencia • Itzel Esmeralda Vargas Cortés[12]

- NKM 2019: Lucía Alejandrina Berra Ávalos • Andrea Jetzary de León Darán • Claudia Macías Hermosillo • Martha Eugenia Mejía Meza • Sayra Stephanie Pereira Ortíz • Fernanda Elizabeth Rivera Arreola • Stephanie Denisse Romo González (TW) • Gabriela Yael Salazar Gutiérrez (TW) • Edna Viridiana Uresty Valencia • Itzel Esmeralda Vargas Cortés[13]

- NKM 2022: Lucía Alejandrina Berra Ávalos • Ana Teocalli Hernández Gutiérrez • Andrea Jetzary de León Darán • Claudia Macías Hermosillo • Martha Eugenia Mejía Meza • Gabriela Yael Salazar Gutiérrez (TW) • Edna Viridiana Uresty Valencia • Adela del Socorro Valenzuela Bonilla (TW) • Itzel Esmeralda Vargas Cortés • Aída Angélica Zamora[14]

- WM 2022: Lucía Alejandrina Berra Ávalos • Ana Teocalli Hernández Gutiérrez • Andrea Jetzary de León Darán • Claudia Macías Hermosillo • Martha Eugenia Mejía Meza • Fernanda Elizabeth Rivera Arreola • Gabriela Yael Salazar Gutiérrez (TW) • Edna Viridiana Uresty Valencia • Adela del Socorro Valenzuela Bonilla (TW) • Itzel Esmeralda Vargas Cortés[15]

- WG 2022: Lucía Alejandrina Berra Ávalos • Ana Teocalli Hernández Gutiérrez • Andrea Jetzary de León Darán • Claudia Macías Hermosillo • Martha Eugenia Mejía Meza • Fernanda Elizabeth Rivera Arreola • Gabriela Yael Salazar Gutiérrez (TW) • Edna Viridiana Uresty Valencia • Adela del Socorro Valenzuela Bonilla (TW) • Itzel Esmeralda Vargas Cortés[16]

- CACSBG 2022: Lucía Alejandrina Berra Ávalos • Ana Teocalli Hernández Gutiérrez • Andrea Jetzary de León Darán • Claudia Macías Hermosillo • Martha Eugenia Mejía Meza • Gabriela Yael Salazar Gutiérrez (TW) • Edna Viridiana Uresty Valencia • Adela del Socorro Valenzuela Bonilla (TW) • Itzel Esmeralda Vargas Cortés • Aída Angélica Zamora[17][18]

## Trainer
| Cheftrainer/in - 2018: Citlalli Argelían Estrada Júarez - seit 2018: Miguel Ángel Contreras de la Mora | Co-Trainer/in - 2022: Alejandra Alcántar Rodríguez |